# Stazione di Montello-Gorlago
Stazione di Montello-Gorlago vasútállomás Olaszországban, Lombardia régióban, Montello településen.

## Vasútvonalak
Az állomást az alábbi vasútvonalak érintik:
- Lecco–Brescia-vasútvonal

## Kapcsolódó állomások
A vasútállomáshoz az alábbi állomások vannak a legközelebb:
- Stazione di Chiuduno (Lecco–Brescia-vasútvonal, kelet)
- Stazione di Albano Sant'Alessandro (Lecco–Brescia-vasútvonal, nyugat)